# You and Me (Alice Cooper)
You and Me è un brano del cantante statunitense Alice Cooper, pubblicato nel 1977 come singolo di lancio dell'album Lace and Whiskey.
Si tratta di una ballata soft rock, l'ultima di una presunta trilogia formata da Only Women Bleed e I Never Cry, in contrasto con lo stile più rock e cupo del cantante. Ha raggiunto il nono posto della Billboard Hot 100, rimanendo per più di dieci anni l'ultimo singolo di Cooper capace di entrare nella top 10 in classifica, prima del settimo posto raggiunto da Poison nel 1989.
Cooper ha eseguito il brano durante una puntata della terza stagione del Muppet Show nel 1978, in duetto con un mostro femmina che si è poi rivelato essere Miss Piggy.

## Tracce
7" Single Warner Bros. K 16984 (Regno Unito)
1. You and Me – 5:09
2. My God – 5:42

7" Single Warner Bros. WB 8349 (Stati Uniti)
1. You and Me – 3:25
2. It's Hot Tonight – 3:21

7" Single Warner Bros. GWB 0347 (Stati Uniti)
1. You and Me – 3:25
2. I Never Cry – 3:43

## Classifiche
| Classifica (1977) | Posizione massima |
| ----------------- | ----------------- |
| Australia         | 2                 |
| Canada            | 3                 |
| Francia           | 45                |
| Nuova Zelanda     | 21                |
| Stati Uniti       | 9                 |